# Vraclav
Vraclav är en ort i Tjeckien.   Den ligger i regionen Pardubice, i den centrala delen av landet, 120 km öster om huvudstaden Prag. Vraclav ligger 336 meter över havet och antalet invånare är 757.
Terrängen runt Vraclav är lite kuperad. Runt Vraclav är det tätbefolkat, med 266 invånare per kvadratkilometer. Närmaste större samhälle är Vysoké Mýto, 5,4 km öster om Vraclav. Trakten runt Vraclav består till största delen av jordbruksmark.